# Gastón Muñoz
Gastón Muñoz (Córdoba, 1977) es un pelotari argentino, especialista en pelota paleta, ganador de tres medallas de oro en los Campeonatos Mundiales de Pelota Vasca. Durante la crisis de 2000/2001 emigró a España, radicándose en Navarra, retornando a la Argentina en 2005. En 2000 se consagró campeón del célebre Torneo del Jamón, considerado el más competitivo del mundo. Pertenece al club Instituto Atlético Central Córdoba.

## Palmarés

### Campeón mundial
- 1998: frontón 30m, pelota goma (México)
- 2010: trinquete, paleta cuero (Pau)
- 2014: trinquete, paleta cuero (Zinacantepec)

### Torneo del Jamón
- 2000:  campeón (pelota de cuero en trinquete)